# 간마키역
간마키역(일본어: 上牧駅, かんまきえき)은 일본 오사카부 다카쓰키시에 있는 한큐 전철 교토 본선의 역이다. 역 번호는 HK-73이다. 서쪽의 다카쓰키시 역과 역간 거리는 4.3 km로 한큐 전철에서 가장 길다.

## 역사
- 1934년 5월 13일: 게이한 전기철도 신케이한 선 다카쓰키초 역(현, 다카쓰키시 역) ~ 오야마자키 역 간, 간마키사쿠라이노역(일본어: 上牧桜井ノ駅, かんまきさくらいのえき)으로 개업.
- 1939년 5월 16일: 사쿠라이노 역(현, 미나세 역) 개통으로 간마키역으로 역명 변경.
- 1943년 10월 1일: 회사 합병으로 게이한신 급행전철(현, 한큐 전철)의 역이 됨.
- 1949년 12월 1일: 신케이한 선이 교토 본선으로 노선명이 변경되어, 당 소속이 됨.
- 1963년
  - 4월 24일: 고가화 공사로 인하여 도카이도 신칸센의 선로를 차용하여 임시 승강장을 두고 영업.
  - 12월 29일: 고가선 준공, 현 플랫폼으로 이설.
- 2005년 7월 29일: 배리어 프리 대응 공사 완성.
- 2013년 12월 21일: 역 번호 도입.

## 역 구조
섬식 승강장 1면 2선의 성토 고가역이다. 개찰구는 선로 서쪽에 1개소 뿐 지평부에 있다.
도카이도 신칸센이 인접하여 플랫폼에서 신칸센이 고속으로 통과하는 것을 볼 수 있다.

### 승강장
| 번호 | 노선        | 방향 | 행선                                                               |
| ---- | ----------- | ---- | ------------------------------------------------------------------ |
| 1    | ■ 교토 본선 | 상행 | 가쓰라・아라시야마・가라스마・교토 방면                            |
| 2    | ■ 교토 본선 | 하행 | 오사카 (우메다)・아와지・덴가차야・기타센리・고베・다카라즈카 방면 |

## 역 주변
- 혼초지
  - 미요시 타쓰지 기념관
- 다카쓰키 간마키 역전 우체국
- 니치레이 푸드 다카쓰키 공장
- 곤코오사카 중・고등학교

## 인접역
| 한큐 전철 ■ 교토 본선        | 한큐 전철 ■ 교토 본선 | 한큐 전철 ■ 교토 본선        |
| ---------------------------- | --------------------- | ---------------------------- |
| HK-72 다카쓰키시 우메다 방면 | ■ 준급 ■ 보통         | 미나세 HK-74 가와라마치 방면 |